# Mabel's Dramatic Career
Mabel's Dramatic Career è un cortometraggio muto statunitense del 1913 diretto da Mack Sennett.